# Melinna tentaculata
Melinna tentaculata är en ringmaskart som beskrevs av Fauchald 1972. Melinna tentaculata ingår i släktet Melinna och familjen Ampharetidae. Inga underarter finns listade i Catalogue of Life.